# Braunschweig (Schiff, 2008)
Die Braunschweig ist eine Korvette der Deutschen Marine und Typschiff der Braunschweig-Klasse. Sie ist nach dem Linienschiff Braunschweig und der Fregatte Braunschweig das dritte Kriegsschiff einer deutschen Marine, welches diesen Namen trägt, und nach der Groß- und ehemaligen Residenzstadt Braunschweig in Niedersachsen benannt.

## Geschichte
Das erste Schiff der neuen Korvettenklasse wurde am 1. Dezember 2004 in der Hamburger Werft Blohm + Voss auf Kiel gelegt, am 19. April 2006 wurde die Korvette auf den Namen Braunschweig getauft. Es ist somit das Typschiff der Korvetten-Klasse 130 (Braunschweig-Klasse). Die Korvette hat die NATO-Schiffskennung F 260, welches sie in die Klassifikation einer Fregatte einordnet.
Die Braunschweig wurde am 29. Januar 2008 in Warnemünde an die Bundeswehr übergeben und gehört seit der Indienststellung am 16. April 2008 dem 1. Korvettengeschwader an. Ihre erste größere Auslandsreise unternahm sie in das Mittel- und in das Rote Meer.
Am 20. Mai 2009 wurde das Speedboot der Braunschweig auf den Namen Eintracht getauft. Damit soll die weitere Verbundenheit zu Braunschweig und dem Traditionsfußballclub von 1895 Eintracht Braunschweig zum Ausdruck gebracht werden.
Nach längerer Werftliegezeit aufgrund diverser Probleme (siehe unter Braunschweig-Klasse) stach die Braunschweig im Spätsommer 2010 erstmals zu Erprobungen wieder in See, um ein Jahr später bei der Royal Navy in Plymouth erstmals am Basic Operational Sea Training (BOST) teilzunehmen.

### Einsätze
- Ihren ersten Einsatz absolvierte die Braunschweig von April bis August 2013 im Rahmen der Beobachtermission UNIFIL der Vereinten Nationen vor der Küste des Libanon.[2][3]
- Von September 2014 bis Februar 2015 war die Braunschweig erneut bei UNIFIL eingesetzt und wurde durch ihr Schwesterschiff Erfurt abgelöst.[4][5]
- Am 17. Mai 2016 lief die Korvette aus ihrem Heimathafen aus, um am 7. Juni 2016 im Hafen von Limassol auf Zypern wiederum die Erfurt im UNIFIL-Einsatz abzulösen.[6][7] Nach zwei Besatzungswechseln im Rahmen des Mehrbesatzungskonzepts[8][9] erfolgte am 30. Mai 2017 die Ablösung durch das Schwesterschiff Magdeburg.[10] Auf der Rückfahrt war die Braunschweig eine Woche lang in die Seeraumüberwachungsoperation Sea Guardian eingebunden. Nach 13 Monaten auf See, in denen 41.600 Seemeilen zurückgelegt wurden, lief die Braunschweig am 14. Juni 2017 wieder in ihren Heimathafen Warnemünde ein.[11]
- Am 14. Mai 2018 lief das Schiff erneut aus, um sich zum vierten Mal am UNIFIL-Einsatz vor der Küste des Libanons zu beteiligen und dort die Magdeburg abzulösen. Nach mehreren Besatzungswechseln[12] wurde die Braunschweig am 23. September 2018 von ihrem Schwesterschiff Oldenburg abgelöst. Auf der Rückfahrt durchfuhr sie unter anderem den Kanal von Korinth und erreichte am 5. Oktober 2018 Warnemünde.[13]
- Am 13. Juni 2021 verließ das Schiff Warnemünde zur Ablösung der Magdeburg und damit einem weiteren längeren UNIFIL-Einsatz.[14]
- Im Juni 2025 beteiligte sich die Korvette an der NATO-Übung BALTOPS in der Ostsee.[15][16]